# Danis baladensis
Danis baladensis är en fjärilsart som beskrevs av Holloway och Peters 1976. Danis baladensis ingår i släktet Danis och familjen juvelvingar. Inga underarter finns listade i Catalogue of Life.